# 一条さゆり (2代目)
二代目 一条 さゆり（にだいめ いちじょう さゆり、1958年8月9日 - ）は、日本の女優、新劇女優、ストリッパー、コラムニスト、著作家、作家、脚本家、演出家、香港映画研究家、中国問題評論家。
1980年代初め頃から萩尾なおみ名義でピンク映画を中心に活躍。その後ストリッパーに転身して、その世界では伝説的な存在であった、一条さゆりの二代目を襲名した。本名は萩尾菜穂美。

## 人物
ストリップとしての出し物は、ろうそくを片手に持ち、自らの体に蝋を振りかけるという初代から受け継いだろうそくショー、縄による縛りなどのSMパフォーマンスの他、水割りの入った巨大なワイングラスの中に入って、グラスをレンズ代わりにして下半身を客に大きく見せて、わかめ酒は観客にふるまうという芸があった。
香港、中国事情に精通しており、その方面での著作が多数ある。また、熱狂的な香港映画ファンで、日本で公開されていない香港映画を観るために定期的に香港通いもしている。自身も香港映画や香港のトーク番組への出演経験がある。
常に広東語の辞書やカセットテープを持ち歩いて勉強に励んでいる。
近年は、踊り子たちが着る衣装を作ったりする仕事もしている。
二代目襲名の経緯
ポルノ映画が徐々に斜陽になり始め、映画であるのに本番行為をするなど、アダルトビデオばりに過激化していく1980年代中頃の日活ロマンポルノに「前貼りをしていたからこそ、好きじゃない人とでも抱き合える。前貼りがないのなら誰にも触れられずにすむストリッパーになった方がいい」と見切りをつける。そのストリップの面接を受けた時、劇場側から「にっかつのスター、萩尾なおみ」で宣伝したいと言われたが、萩尾なおみは本名に近いので変えることを提案する。そして、初代一条さゆりが主演している映画、『一条さゆり 濡れた欲情』（1972年10月7日、日活）を観て感銘を受けたこともあり、その名を引き継ぐことを決意する。「ごく普通の家庭で育った私は初代のような波乱万丈の人生に憧れました。そういう不幸な人生を演じたい」と関係者に動いてもらったが、初代の消息が分からなかったので事後承諾という形で、1986年9月13日、新宿モダンアート劇場で襲名公演を行った。その後、マスコミが初代の所在をつきとめ取材した時「襲名のことは全然聞いてなくてびっくりしました。一条さゆりの名が今でも可愛がられてると思うと有難い」と、公認のコメントを出した。12月、二代目が大阪の東洋ショー劇場に出演中、楽屋を初代が訪れ対面が実現、その際、初代のお家芸でもある、ろうそくショーを伝授される。
1988年7月、初代が大火傷をし重傷を負った翌日には、大阪市住吉区の病院へ見舞いに行き、家財道具の整理などをする。そして治療費のための公的手続きをしたり、募金を募るためのポスターを作るなどして舞台でチャリティー活動もした。

## 経歴
福岡県福岡市博多区に生まれる。筑紫女学園卒業後、日本大学芸術学部演劇学科劇作コースに入り、寺山修司や唐十郎、別役実の演劇に夢中になり、自分でも戯曲を書きたいという気持ちを持つようになる。
在学中に、雑誌『平凡パンチ』（マガジンハウス）のヌードモデルとなり、女子大生ヌードの走りとして注目を集め、萩尾なおみ名義でポルノ映画にも多数出演、女子大生ピンク映画女優となり、日活ロマンポルノを中心に活躍する。
大学4年の頃、東京で母が働いてる飲食店に来ていた草野大悟と知り合い、劇団六月劇場に入りその門下生となる。父からは「女優にするために東京にやったんじゃない」と反対されるが、「一年以内にNHKのドラマに出られなければあきらめる」と説得したところ、実際にNHKのドラマへ出演を果たしてしまう。
ピンク映画専門の映画祭、ズームアップ映画祭で、1985年度第7回ズームアップ映画祭助演女優賞を受賞する。
その後、アダルトビデオに市場を奪われつつあった日活ロマンポルノが、映画の製作から撤退して行き、AV女優となるか、役者の世界に留まる代わりに、脇役に甘んじるかの選択を迫られる。そのどちらにも納得できなくて裸を見せるだけで済むのならとストリップの世界へ入る決心をする。そのことを大学の恩師に報告したところ、俳優で芸能研究者でもあり、初代との交流も深かった小沢昭一を紹介され、「ストリップをやりたいのなら日記をつけなさい」と言われる。その日記は後に『踊り子の日記』（トパーズプレス）として出版される。しかし草野大悟からは「舞台をバカにしている。何もできないくせに、ストリップだったらできると思っている」と辛らつな言葉を投げかけられる。
1986年9月13日、二代目一条さゆりを襲名し踊り子になり、ピンク映画からは撤退する。「お客さんと触れ合わないのが、ストリップを始めた時の私の誓い。不利ですが芸で勝負です」と、客を舞台に上げて踊り子との性行為を行う生板本番ショーが横行して、過激化した当時のストリップとは一線を引いた。
10月20日、福島県郡山市、裸舞郡山劇場（郡山ミュージック劇場）で郡山警察署 (福島県)に逮捕され、48時間の拘留と罰金5万円を課される。罪状は公然わいせつ罪で、踊り子になってわずか30日後の出来事だった。マスコミからは、何度も逮捕、投獄をくり返した初代と比較されて報道された。後に、「客は入場料を払った特別な人なのに、なぜ公然となるのか理解に苦しむ」と本人は不満を表明している。
1987年10月には音楽劇、『ANZUCHI』で沢田研二、役所広司、上條恒彦、桑名正博、戸田恵子、森公美子らと共演を果たした。その後、沢田研二とは親交を築き、田中裕子との結婚式に招待される。
1993年、他のストリッパーの舞台活動を支援するために制作事務所『工作室 譚』を立ち上げ、西山水木、正名僕蔵、宮藤官九郎らが参加した。
同年、ストリップ劇場で出演中に、河内家菊水丸が客演して意気投合し、共同で春歌の制作に取り組む。日本全国の春歌を採集して、CDやカセットテープなどの形として残す為の作業を行った。
1994年にはロックとストリップの融合した舞台演出を手掛けた。いくつかのインディー・ロック・バンドと組み、『一条さゆりLUNCHユニット』というグループを作り、ステージ上でバンドの演奏に合わせて、ろうそくショーを行う実験的な試みで、音楽とストリップの両方のファンを楽しませた。ストリップ劇場が次々と閉鎖していき、上がる舞台のなくなった踊り子に働く場を提供しようという企てであった。
1995年に芸人と結婚し、夫の仕事の関係で大阪に転居する。
1997年7月1日、香港返還を現地で迎え、5日には帰国して紀伊國屋ホールで、写真家の荒木経惟が『香港キッス』（1997年、ジャストシステム）の発売記念として行ったトークショーに出席する。
1998年7月、船橋若松劇場で引退興行。9月、離婚と同時に、広東語の勉強のため中国広州市の華南師範大学に留学する。地元の新聞、『明報』、『蘋果日報』にエッセイを連載、これらが単行本となって『醜的男人・醜的東西』（皇冠）、『情色自白』（天地図書）として出版され、現地でサイン会も行う。
2004年2月、SHOW-UP大宮劇場でストリップ界に復帰。
2005年4月、『美的SM』というSMショーを行う10名ほどの女性だけで構成される一座を立ち上げ、その座長となり従来の暗く陰湿なイメージのあったSMを、明るく洗練された形で提供することに成功した。この一座は2008年6月に解散したが、2019年4月に復活させた。
2009年12月23日、ポレポレ東中野での『中国インディペンデント映画祭2009』で観客を前にしてトークショーを行う。
2010年代には遠藤ミチロウや友川カズキとも共演している。
2016年1月26日、新宿の映画館『K's cinema』で、映画『お母さん、いい加減あなたの顔は忘れてしまいました』の公開記念で、監督の遠藤ミチロウとのトークショーを行い、ミチロウの唄に合わせて日本舞踊を舞って、観客を沸かせた。
この頃は主に、責め役の男性と組んでの受け身役で舞台を構成している。
2020年12月19、20日、神奈川県大和市の大和ミュージック劇場での美的SMの公演を最後に引退した。

## 出演

### 成人映画（萩尾なおみ名義）
- 刺青奴隷夫人（主演、1981年1月、新東宝映画）
- 直撃!凌辱史（主演、1981年5月、東映セントラルフィルム）
- 女教師 スキャンダル（1981年6月、ミリオンフィルム）
- 新妻暴行 濡らす（主演、1981年6月、新東宝映画）
- 愛欲生活 夜よ、濡らして（1981年7月10日、にっかつ）西尾実子役
- 女医の告白 異常変態病棟（1981年7月、東映セントラルフィルム）
- セックスドキュメント くい込む（主演、1981年8月28日、ワタナベプロダクション）
- ドキュメントポルノ 痴漢常習者（1981年9月11日、にっかつ）
- 強烈セックス 欲情看護婦（1981年9月、新東宝）
- 密室ドキュメント 指と舌（主演、1981年10月9日、にっかつ）
- ぬれぬれ監禁（1981年10月、ミリオンフィルム）
- 襲られた女（1981年11月、ミリオンフィルム）
- 夜のOL 舌なぶり（1981年11月、東映セントラルフィルム）
- 快楽温泉郷 女体風呂（1981年12月11日、にっかつ）悦子役
- 秘肉 濡れ縄責め（主演、1981年12月、新東宝映画）
- 緊縛白衣拷問（1982年1月、新東宝映画）
- 女高生偽日記（1981年11月27日、にっかつ）
- 汚い言葉で私を犯して（1981年11月、にっかつ）
- 女の穴場 三度目の絶頂（1982年1月22日、にっかつ）
- 団地妻暴漢 監禁25時（主演、1982年1月、ミリオンフィルム）
- セーラー服鑑別所（1982年3月26日、にっかつ）静江役
- 17才の告白 しつこく犯して（1982年3月、東映セントラルフィルム）
- バイオレンスポルノ 縄と暴行（1982年6月、ミリオンフィルム）
- くいこみ海女 乱れ貝（1982年7月9日、にっかつ）伸代役
- ピンクのカーテン（1982年7月23日、にっかつ）直子役
- ピンクのカーテン2（1982年10月29日、にっかつ）直子役
- セクシー・ドール 阿部定3世（1983年1月21日、にっかつ）真知子役
- お姉さんの太股（1983年2月4日、にっかつ）弘子役
- ピンクのカーテン3（1983年3月25日、にっかつ）直子役
- 美少女プロレス 失神10秒前（1984年1月13日、にっかつ）山倉亜希子役
- 縄姉妹 奇妙な果実（1984年2月17日、にっかつ）
- 隣の未亡人 わたし我慢できない（主演、1984年7月、ミリオンフィルム）
- 人妻凌辱（主演、1984年9月、新東宝映画）
- 私の中の娼婦（1984年11月3日、にっかつ）
- 狂った触覚 激愛!ロリータ密猟（1985年1月31日、東映セントラルフィルム）
- 私は女子大生 濡れた悪戯（1985年5月25日、東映セントラルフィルム）
- セミドキュメント のぞく（1985年6月、大蔵映画）
- SEX乙女隊 獣たちの宴（1985年6月、東映セントラルフィルム）
- レイプマニア 密猟（1985年7月、ミリオンフィルム）
- セックスマシーン 肉体奴隷（主演、1985年8月、大蔵映画）
- 肉奴隷 嬲る（1985年9月、ミリオンフィルム）
- 人妻コレクター（1985年9月28日、にっかつ）
- 緊縛と虐待（1985年9月、新東宝映画）
- 新任教師 地下室の拷問（主演、1985年10月、新東宝映画）
- 濡れた処女 ワイセツ暴行（主演、1985年11月、新東宝映画）
- ザ・レイプ 暴行の果て（主演、1985年12月、大蔵映画）
- 恍惚むきだし美人（主演、1985年12月、ミリオンフィルム）泉葉子役
- 嗜虐の緊縛（1985年、新東宝映画）
- 女狩り集団凌辱（主演、1985年、新東宝映画）
- 制服監禁暴行（1986年3月29日、新東宝映画）
- 処女のはらわた（1986年5月31日、にっかつ）吉岡和代役

### 一般映画
- 豚鶏心中（1981年10月30日、欲望プロダクション）萩尾なおみ名義
- 武蔵野心中（1983年8月5日、にっかつ）萩尾なおみ名義、中井早苗役
- 連続殺人鬼 冷血（1984年2月11日、ジョイパックフィルム）萩尾なおみ名義、大里信子役
- 極道の姐 玲子（1994年4月16日、ケイエスエス）

### その他
- 真説エロティック・ゴースト・ストーリー/覇王ウーチュンの逆襲（香港映画、1991年1月23日）
- 仮面の誘惑（1987年12月、ENKプロモーション）

## テレビドラマ（萩尾なおみ名義）
- 峠の群像（大河ドラマ、1982年1月10日-12月19日、NHK、第31回）
- 火曜サスペンス劇場 坂道の家（1983年2月8日、日本テレビ）
- 新ハングマン（最終話、1984年2月10日、テレビ朝日）
- 銀河テレビ小説 迷惑かけてありがとう（1984年6月4日-1984年6月24日、NHK）

## 舞台（ストリップ劇場は除く）
- 『刺殺遊戯』（1982年、六本木 アトリエ・フォンテーヌ）萩尾なおみ名義
- 『ライチ☆光クラブ』（劇団東京グランギニョル、1985年12月20-25日、世田谷 東演パラータ）萩尾なおみ名義
- 『涎れの天使』（1986年11月26日-12月2日、札幌市 本多小劇場）萩尾なおみ名義
- 『ANZUCHI』（1987年10月3-29日、銀座セゾン劇場）巫女役
- 『フリークス』（劇団第三エロチカ、1988年3月25日-4月3日、下北沢ザ・スズナリ）
- 『SEXSOPHY 怪物ランドの高俗と低俗』（1991年3月19-27日、シアターVアカサカ）
- 『Domination 怪物ランド風SMファンタジー』（1992年3月19-24日、シアターVアカサカ）
- 『地球のっとり治外法権バトルクリスマス』（1993年12月25日、高円寺 ShowBoat）制作、脚本、演出、出演兼
- 『THE BOAT PEOPLE』（一条さゆりLUNCHユニット）制作、脚本、演出、出演兼

- 1994年5月19、20日、渋谷La.mama

- 1994年6月2日、Electric Lady Land

- 1994年6月3日、梅田バナナホール

- 『トップ・ダンサー』（1995年3月、シアターサンモール）制作、脚本、演出、出演兼
- 『おいおい教聖誕祭2009』（2009年6月9日、新宿ロフトプラスワン）
- 『女郎哀歌』（2011年8月28、29日、四谷アウトブレイク）
- 『四谷キャバレー』制作、脚本、演出、出演兼
  - 「昭和の夜」（2011年9月12日、四谷アウトブレイク）
  - 「浮遊の夜」（2011年10月17日、四谷アウトブレイク）
  - 「無国籍酒場の夜」（2011年11月14日、四谷アウトブレイク）
  - 「女王の夜」（2011年12月12日、四谷アウトブレイク）
  - 「冒涜の夜」（2012年2月27日、四谷アウトブレイク）
  - 「妖人(あやしびと)の夜」（2012年4月23日、四谷アウトブレイク）
  - 「桃色ロマンの夜」（2012年8月31日、四谷アウトブレイク）
- 『四谷グランドキャバレー』

- 「魅魑の夜」2012年2月28日、四谷アウトブレイク

- 「ひとすじの夜」2012年7月23日、四谷アウトブレイク

- 『性死生無(セシウム)の夜 歌とダンスとSMショーの不条理なキャバレーナイト』

- 2012年8月24日、福島県 clubSONICiwaki

- 2012年12月10日、四谷アウトブレイク

- 『さろん・ど・四谷』
  - 「春聯」（2013年1月29日、四谷アウトブレイク）
  - 「落花」（2013年4月11日、四谷アウトブレイク）
  - 「端崖(はて)」（2013年5月14日、四谷アウトブレイク）
  - 「人形(ひとがた)」（2013年7月4日、四谷アウトブレイク）
  - 「55☆1」（2013年8月9日、四谷アウトブレイク）
  - 「十一月」（2013年11月6日、四谷アウトブレイク）
  - 「56Rl-1」（2014年9月7日、四谷アウトブレイク）
  - 「女性ホルモンの会」（2014年12月11日、四谷アウトブレイク）
- 『一条さゆりとジプシーローズ』（2014年2月7日、四谷アウトブレイク）
- 拾分之シリーズ
  - 『拾分之壱 亜細亜』（2016年2月28日、四谷アウトブレイク）
  - 『拾分之弐 恐怖』（2016年7月31日、四谷アウトブレイク）
  - 『拾分之参 陽気」（2016年10月31日、四谷アウトブレイク）
  - 『拾分之肆 春節』（2017年1月31日、四谷アウトブレイク）
  - 『拾分之伍 半分』（2017年5月31日、四谷アウトブレイク）
  - 『拾分之陸 幻怪』（2017年8月31日、四谷アウトブレイク）
  - 『拾分之漆 狂楽』（2017年10月31日、四谷アウトブレイク）
  - 『拾分之捌 怪喜』（2018年1月31日、四谷アウトブレイク）
  - 『拾分之玖 化花』（2018年5月31日、四谷アウトブレイク）
  - 『拾分之拾 一伍什』（2018年8月9日、四谷アウトブレイク）
- SMファン感謝祭

- 2017年12月17日、新宿シアターPOO
- 2018年7月16日、新宿シアターPOO
- 2018年12月24日、新宿シアターPOO

- 2019年7月15日、新宿シアターPOO
- 2019年12月22日、新宿シアターPOO

- 『くるり』

- 2018年11月18日、四谷アウトブレイク
- 2019年6月1日、四谷アウトブレイク

- 2019年8月9日、四谷アウトブレイク

- 『ミラ狂美×一条さゆり』（2019年12月8日、大阪 JAIL）
- 『客観的美的SM』（2020年9月27日、四谷アウトブレイク）
- 『美的壮行会』（2020年11月21日、四谷アウトブレイク）

## その他
- 沢木美伊子・萩尾なおみの女子大生 縛り・初体験（VHS、1981年、にっかつビデオフィルムズ）
- The Art Of Sensual Massage PART1（VHS、1985年、ケイ・エー・エス）
- 春歌（CD、演奏 柴山俊之、1994年）自主制作
- 春歌（CD、関西編 唄 河内家菊水丸、1995年2月25日）自主制作

## 出版

### 著書
- 踊り子の日記（1993年5月25日、トパーズプレス）『ストリッパー』（幻冬舎アウトロー文庫）として文庫化
- 香港的電飾（1997年3月20日、筑摩書房）
- アジアの涯てまで 萬梓良（1998年9月、賓陽舎）
- さよならストリッパー ニーハオ チャイナ!（2001年3月20日、竹内書店）
- 中国洗面器ご飯（2003年4月10日、講談社）
- ハダカのゴタキスト（2003年11月25日、講談社）
- 一条さゆり私的本(1)中国的陰陽世界-中国の下半身事情（同人誌）
- 一条さゆり私的本(2)中国的驚愕世界-中国の街角で見た事実（同人誌）

### コラム
連載
- 『BOOK SENSOR コミック PART2』（掲載誌『BOOKMAN』第16(1986年10月1日)-30号(1991年6月10日）全15回、トパーズプレス）漫画評、萩尾なおみ名義
- 『香港的電飾』（掲載誌『ちくま』1995年1月号-1996年8月号、全20回、筑摩書房、単行本として出版される）
- 『広州からの手紙 人在人情在』（産経新聞 大阪夕刊毎週火曜日、1998年10月6日-2000年3月28日、 産業経済新聞社）『さよならストリッパー ニーハオ チャイナ!』として単行本化
- 『仰天!中国三面記事』（SAPIO、2005年1月19日-12月14日号、全10回、小学館）

単発
- 『こわごわ、ピンク男優論』（掲載誌『綺譚 第5号』1983年6月20日、綺譚社）萩尾なおみ名義
- 『雑誌は、読まずに見るのが一番いい』（掲載誌『BOOKMAN』第17号、1986年12月30日、トパーズプレス）
- 『楽屋で覚えた「裸のつきあい」術』（掲載誌『婦人公論』1991年9月号、中央公論新社）
- 『SMという純愛「コックサッカーブルース」と「みいら採り猟奇譚」』（掲載誌『ニュー・フェミニズム・レビュー 3』1992年3月30日 学陽書房）
- 『食べさせてあげたい人』（『つげ義春全集8 近所の景色/無能の人』あとがき、1994年4月25日、筑摩書房）
- 『村祭りの夜に』（掲載誌『私の村』畑中純著、解説、1995年7月24日、筑摩書房）
- 『香港狂い、小説を読む』（掲載誌『頓智』1996年6月号、筑摩書房）
- 『香港は、雨-返還のあとさき』（掲載誌『ちくま』1997年8月号、筑摩書房）
- 『まっすぐでナナメな人』（『愛と恍惚の中国 ディープにあちこち探訪記』坂仁根著、あとがき、1998年5月15日、講談社）
- 『無口で能弁な人』（掲載誌『ユリイカ』2019年9月臨時増刊号 総特集=遠藤ミチロウ、青土社）

小説
- 『私のラブ・スケッチ』他（掲載誌『EIGA NO TOMO』1981年6-8月号、近代映画社）
- 『午前一時のアンニュイ』（掲載誌『女優の新聞』1984年、東京三世社）

### 写真集
- 萩尾なおみ写真集（アップル社）
- 天使の詩（1982年12月25日、笠倉出版社）他、多数、萩尾なおみ名義
- ヌードダンサー '88 裸のアイドル43人（1988年、ミリオン出版）他、多数
- 浅草ロック座昭和末年（1995年12月25日、美術出版社）他、多数